# Steenbeekberg
De Steenbeekberg is de naam van twee hellingen in de Vlaamse Ardennen nabij Schorisse.
Vanaf de Steenbeek kan men twee kanten op klimmen: naar het noordwesten tot de Stokstraat of naar het zuidoosten tot de Breeweg.

## Zuidoosthelling
Als men van de Steenbeek naar het zuidoosten klimt, naar de waterscheiding met de Zwalmvallei komt men uit op de Breeweg.

## Noordwesthelling
De noordwestelijke helling klimt tot een heuvelrug waar de Stokstraat boven komt. Op de noordzijde van dezelfde heuvelrug loopt iets noordoostelijker Het Foreest en de Ganzenberg.

### Traject
- Traject Steenbeekberg-Stokstraat op Google Maps

## Wielrennen
De helling is tweemaal (1970 en 1972) opgenomen in de Ronde van Vlaanderen.
In 1970 werd de helling in de Ronde gesitueerd tussen de Edelareberg en de Muur. In 1972 lag ze tussen de Hoogberg-Hotond en de Muur.

## Afbeeldingen

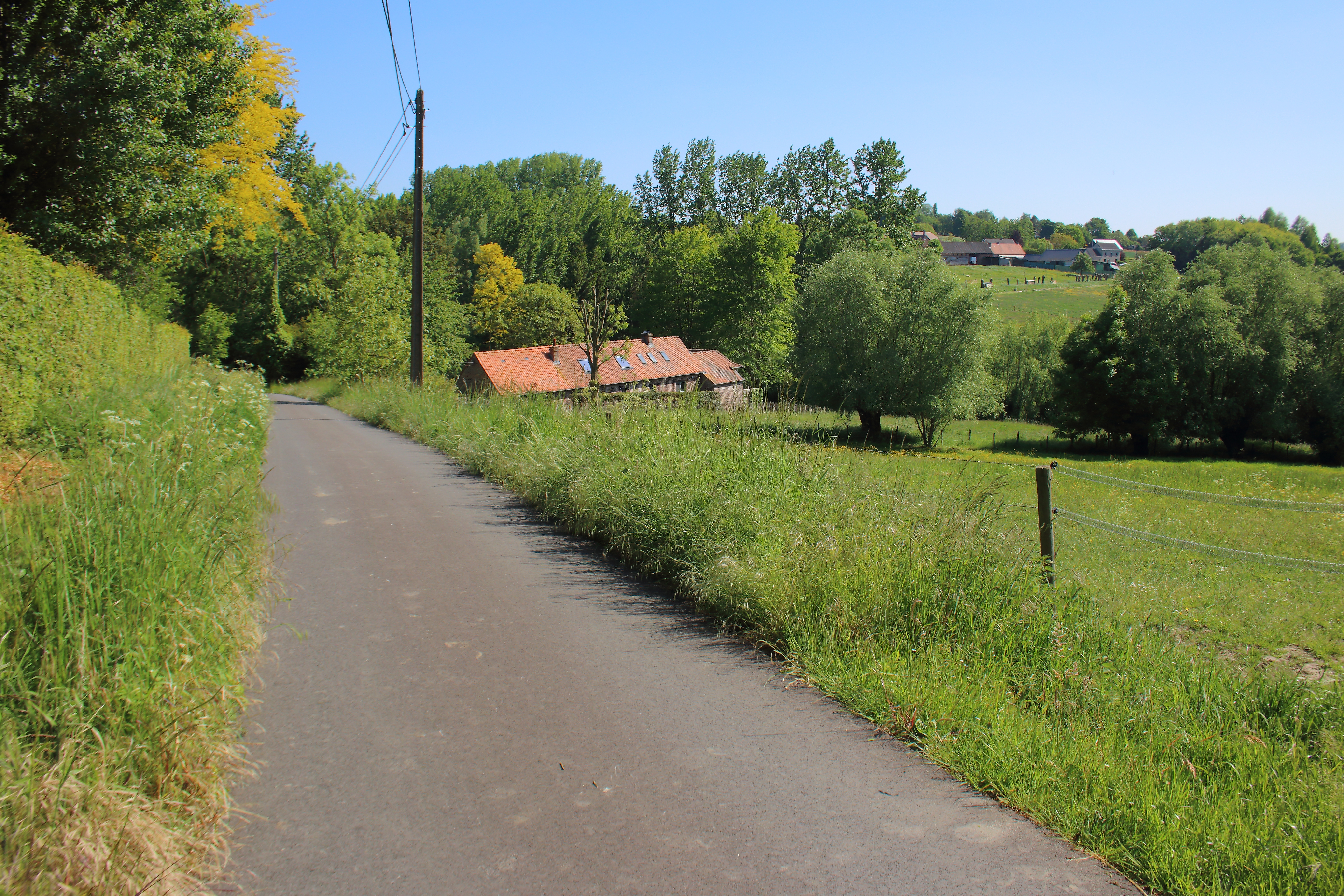
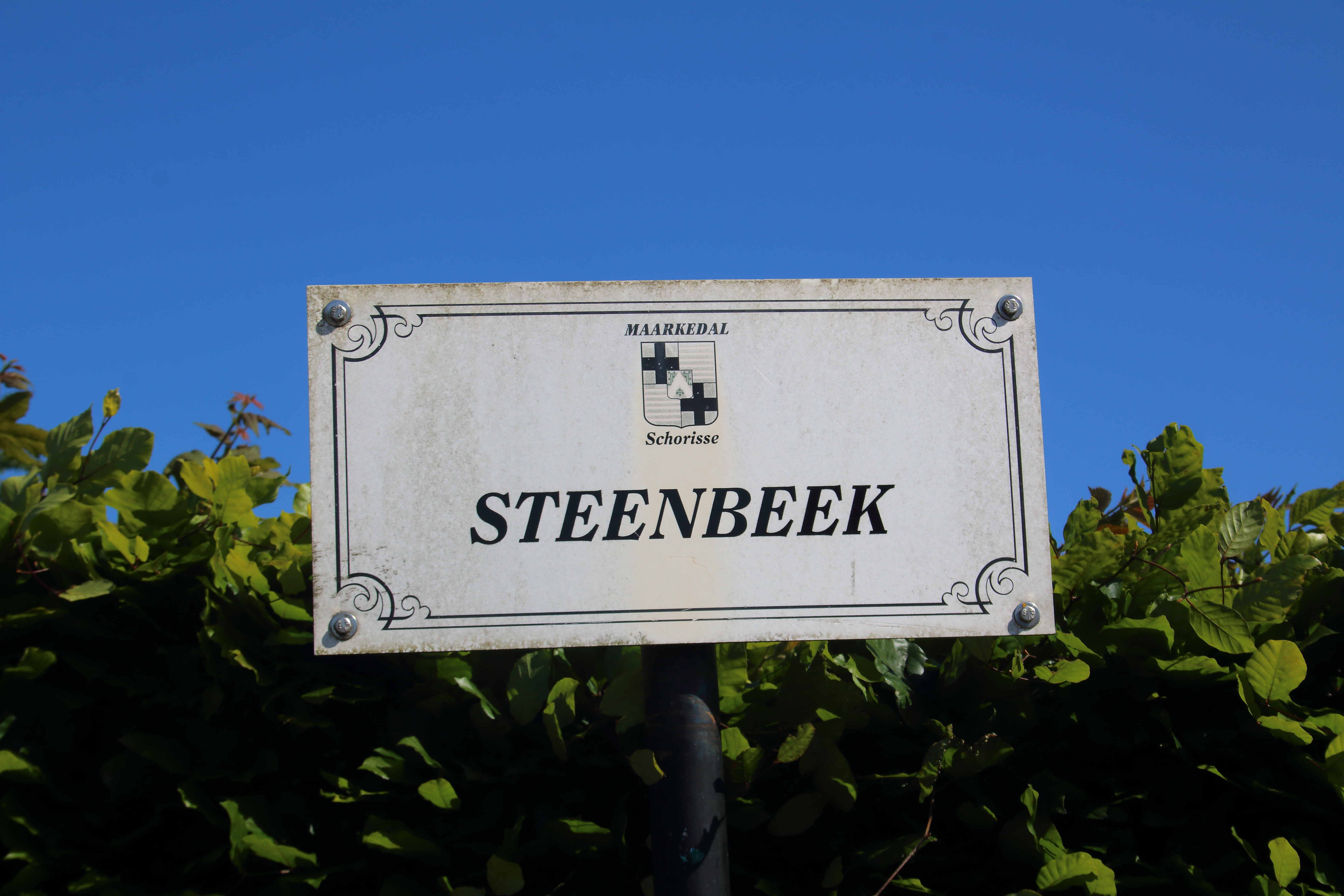
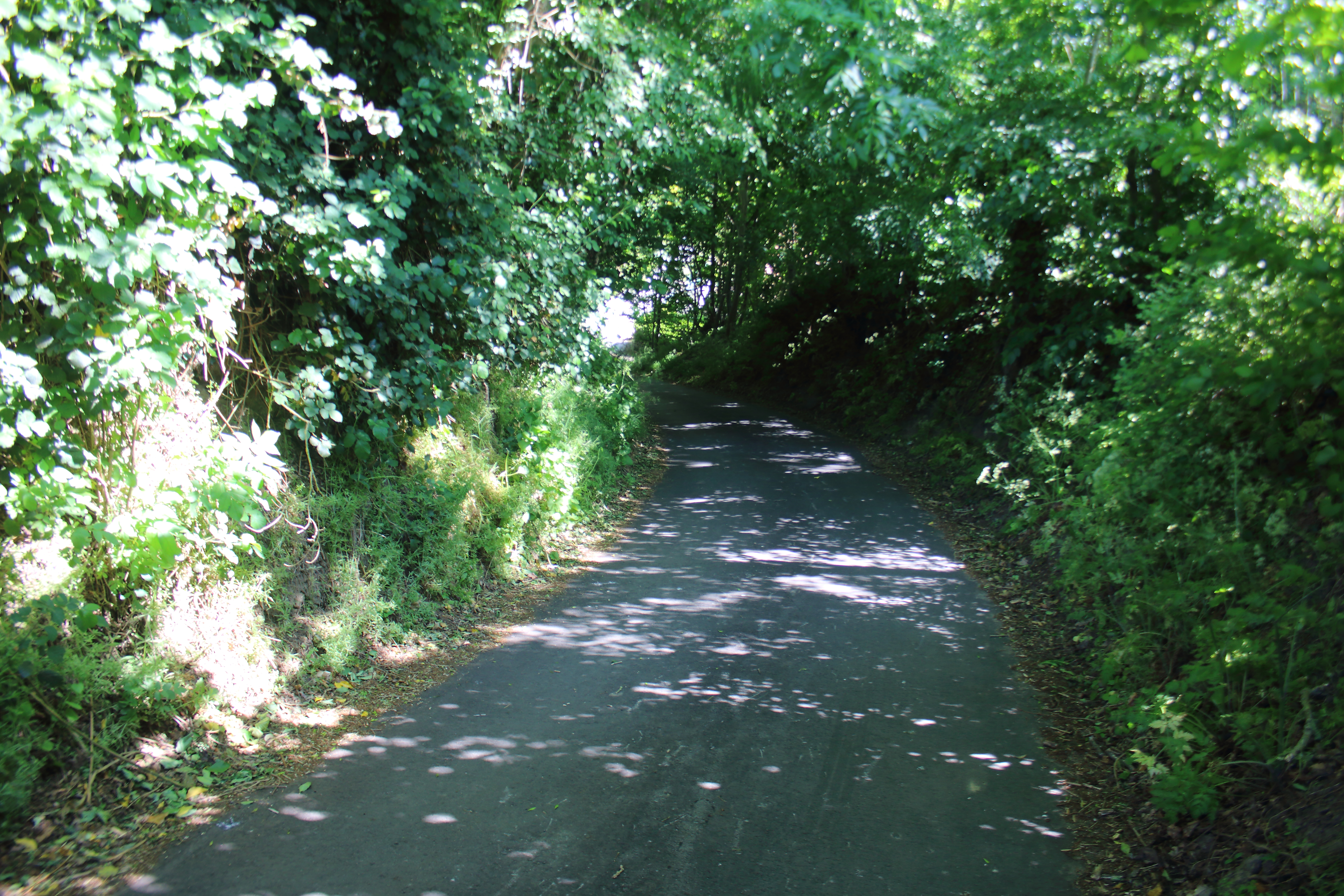